# Gonomyia ramus
Gonomyia ramus är en tvåvingeart som beskrevs av Alexander 1943. Gonomyia ramus ingår i släktet Gonomyia och familjen småharkrankar.
Artens utbredningsområde är Ecuador. Inga underarter finns listade i Catalogue of Life.